# Noguchi Shitagau

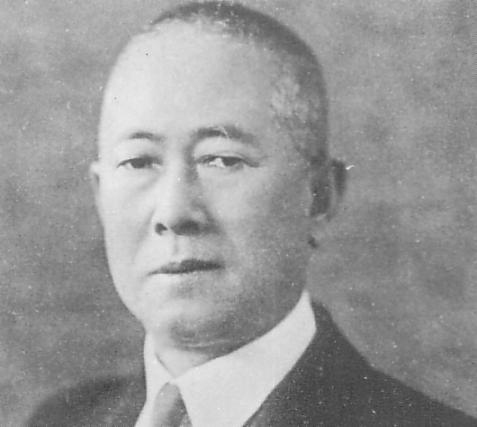
Noguchi Shitagau

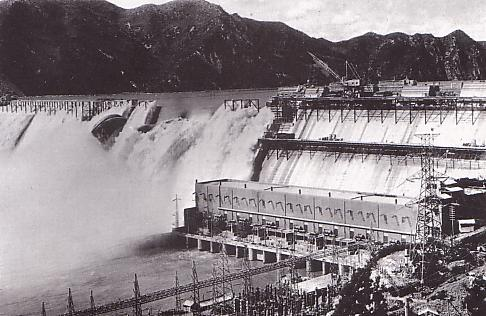
Die im Bau befindliche Supung-Talsperre (seinerzeit Sui-ho-Talsperre genannt) am Yalu

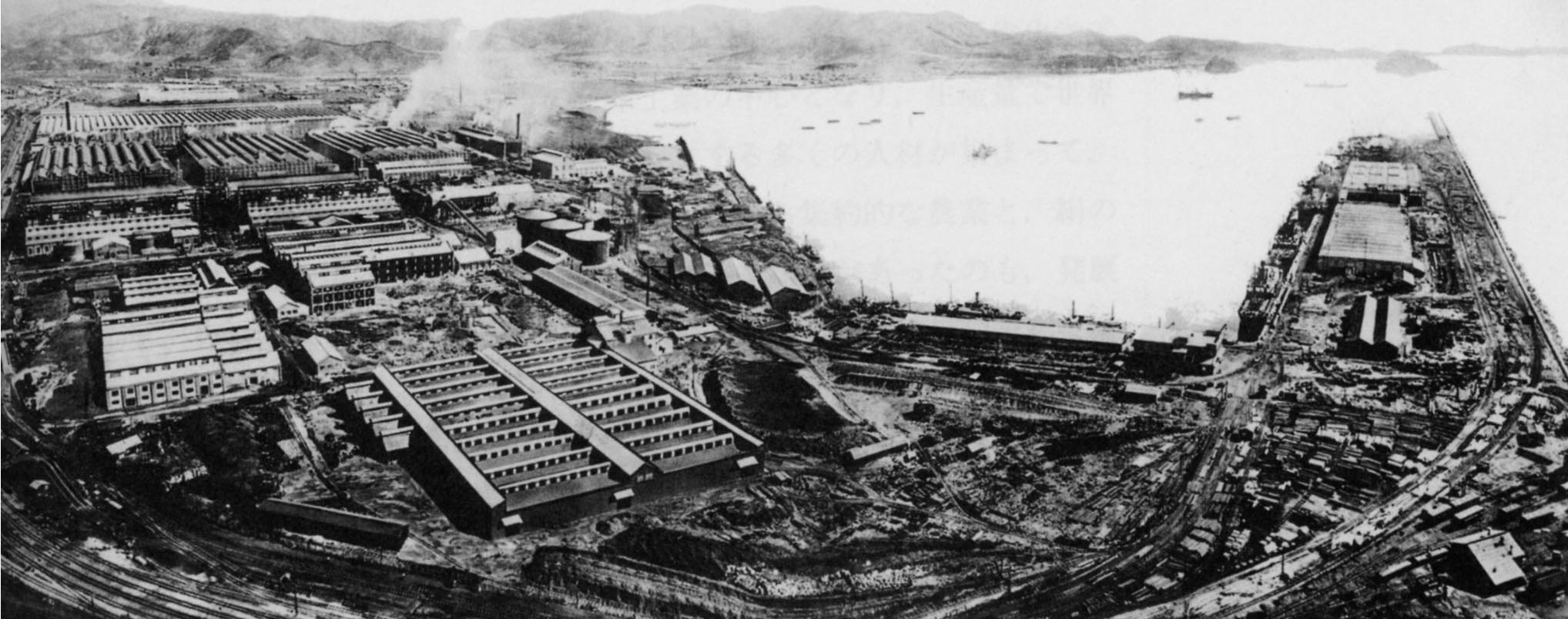
Hungnam-Werk der Firma Chōsen Chisso Hiryō (Stickstoff-Düngemittel Korea) im Jahre 1927

Noguchi Shitagau (japanisch 野口 遵; * 26. Juli 1873 in Kanazawa, Präfektur Ishikawa, Japan; † 15. Januar 1944) war ein japanischer Industrie-Pionier, der zahlreiche Unternehmen gründete und sich auch in Korea und Mandschukuo stark engagierte. Das von ihm aufgebaute Industriekonglomerat Nitchitsu (日窒コンツェルン Nichitsu-kontserun, „Nitchitsu-Konzern“), wurde nach dem Zweiten Weltkrieg durch das Oberkommando der Alliierten zerschlagen. Unter den Nachfolgefirmen finden sich bekannte Namen wie Chisso, Asahi Kasei, Sekisui Chemical (Sekisui Kagaku Kōgyō) und Shin-Etsu Chemical (Shinetsu Kagaku Kōgyō).

## Leben
Noguchi stammt aus einer verarmten ehemaligen Samurai-Familie in Kanazawa. Er studierte Elektrotechnik an der Kaiserlichen Universität Tokyo. Nach Abschluss seines Studiums wurde er 1896 von der Firma Koriyama Dentō (郡山電灯) als Chefingenieur eingestellt, wechselte aber schon 1898 zur japanischen Niederlassung der Firma Siemens und Halske, wo er in der Carbid-Forschung tätig war. 1903 errichtete er die erste japanische Produktionsanlage für Calciumcarbid in Sendai. Drei Jahre später machten der deutsche Chemiker Adolph Frank und sein deutsch-polnischer Kollege Nicodem Caro ihr neues Verfahren zur Herstellung von Kalkstickstoff bekannt. Noguchi erkannte, dass diese Methode auch zur Produktion von Calciumcarbid geeignet war, ging nach Deutschland und erhielt mit der Unterstützung eines Bekannten bei Siemens die Nutzungsrechte für das Patent in Japan. Dabei stach er weitaus größere und bereits bekannte Firmen wie Mitsui und Furukawa aus.
1906 gründete er das Wasserkraftwerk Sogi Denki (曽木電気, „Sogi Elektrizität“) in der Präfektur Kagoshima. Mit den Kapazitätsüberschüssen versorgte er eine von ihm 1907 in Minamata (Präfektur Kumamoto) gegründete Firma Nihon Carbide Shōkai (日本カーバイド商会 Nihon Kābaido Shōkai). 1908 vereinigte er mit der Unterstützung von Mitsubishi beide Unternehmen zur Firma Nippon Chisso Hiryō (日本窒素肥料 „Stickstoff-Düngemittel Japan“), abgekürzt Nichitsu, die der Kern eines der großen japanischen Konzerne (Zaibatsu wurde).
1914 gründete Noguchi das Hiroshima Dentō (広島電灯, „Elektrizitätswerk Hiroshima“), um die reichen Wasserressourcen der Region Chūgoku zu erschließen. Die Firma Chūgoku Denryoku (中国電力, engl. Chūgoku Electric Power), die heute das Quasi-Versorgungsmonopol für den zentraljapanischen Raum hat, geht auf dieses Unternehmen zurück.
1921 erwarb Noguchi von dem italienischen Chemiker Luigi Casale (1882–1927) das Patent für synthetisches Ammonium und errichtete in Nobeoka (Präfektur Miyazaki) die weltweit erste Produktionsstätte für Ammonium nach Casale. Dies verschaffte ihm eine dominante Position auf dem Markt für Ammoniumsulfat.
1924 entschloss er sich zum Engagement in Korea, das seit 1910 unter dem Namen Chōsen vollständig von Japan annektiert worden war. Hier gründete er 1925 mit der Unterstützung des japanischen Generalgouvernements die Chōsen Suiryoku Denki (朝鮮水力電気, „Wasserkraftwerke Korea“), die besonders im Norden der Halbinsel riesige Anlagen baute. Dazu kam im Mai 1927 die Firma Chōsen Chisso Hiryō (朝鮮窒素肥料, „Stickstoff-Düngemittel Korea“), die neben Mineraldünger auch Sprengstoff, Soda u. a. m. herstellte.
1929 erwarb er von der deutschen J. P. Bemberg AG die Nutzungsrechte für deren Kunstseideverfahren und gründete die Firma Japan Bemberg (heute Asahi Kasei Corporation).
1937 erzeugten Noguchis 12 Kraftwerke auf der koreanischen Halbinsel insgesamt 870.000 kWh. 1939 gingen 34 Prozent der industriellen Produktion in Korea auf Firmen des Nichitsu-Konzerns zurück. Im folgenden Jahr erlitt Noguchi jedoch in Seoul (seinerzeit Keijō bzw. Gyeongseong genannt) eine Hirnblutung, nach der er sich mehr und mehr aus der aktiven Geschäftsleitung zurückzog.
1941 gründete er mit 5 Milliarden Yen aus seinem persönlichen Vermögen die Korean Scholarship Foundation, die sich um koreanische Studenten in Japan kümmerte. Im selben Jahr stiftete er zur Förderung der Wissenschaften mit 25 Mill. Yen das Noguchi-Institut. Sowohl die Stiftung als auch das Forschungsinstitut existieren in modifizierter Form noch heute. 1941 erhielt Noguchi den Orden des Heiligen Schatzes Erster Klasse (瑞宝章 Zuihōshō). 1944 starb er im Alter von 72 Jahren.
Einzelne Nachfolgefirmen wie Asahi Kasei in Nobeoka versorgen sich noch heute mit Strom aus firmeneigenen Kraftwerken. Während der gesamte Westteil Japans mit 60 Hertz arbeitet, hat dieser firmeneigene Strom nach wie vor 50 Hertz, so wie es Noguchi aufgrund seiner Kontakte zu Deutschland seinerzeit einführte.